# Opius concepcionensis
Opius concepcionensis är en stekelart som beskrevs av Fischer 1978. Opius concepcionensis ingår i släktet Opius och familjen bracksteklar. Inga underarter finns listade i Catalogue of Life.